# United States Navy Band
L'United States Navy Band, stationnée à l'ancien chantier naval et arsenal du Washington Navy Yard à Washington, est l'unité de musique militaire officielle de l'United States Navy, la marine de guerre des États-Unis, depuis 1925. Elle sert lors des cérémonies auxquelles assistent des membres du gouvernement américain, comme lors de l'Inauguration Day, de la State Arrival Ceremony, de funérailles d'états, de dîners officiels ainsi que lors d'autres évènements importants.
L'United States Navy Band est diversifiée dans de nombreux styles de musique, allant des musiques de cérémonies jusqu'au country, en passant par la musique classique, le jazz et le rock.

## Organisation et personnel
Depuis sa création officielle en 1925, l'United States Navy Band s'est diversifiée en plusieurs groupes interprétant divers styles de musique. Elle totalise ainsi six ensembles différents : le Concert Band, le Ceremonial Band, le Commodores jazz ensemble, le Country Current country-bluegrass ensemble, le Cruisiers econtemporary entertainment ensemble et le chœur Sea Chanters. Il existe également plusieurs ensembles de musique de chambre. Tous ces ensembles permettent de répondre aux multiples demandes du public en matière de musique et permet également de diversifier le recrutement des musiciens.
Le band est composé de 172 musiciens et de quatre officiers, sous la direction du chef de musique, le capitaine Kenneth Collins.

## Galerie

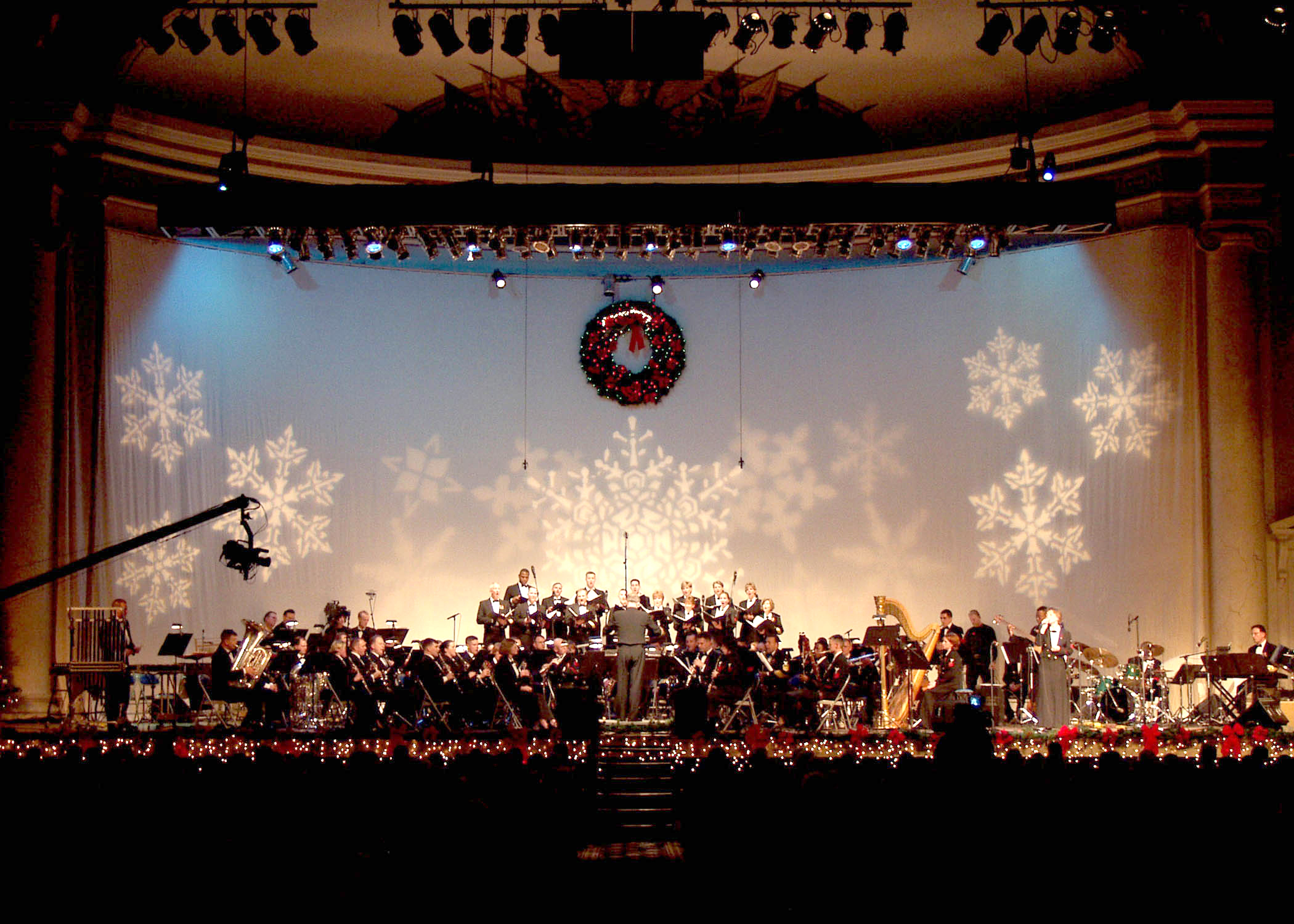
L'United States Navy Band Concert Band lors du Happy Holidays.
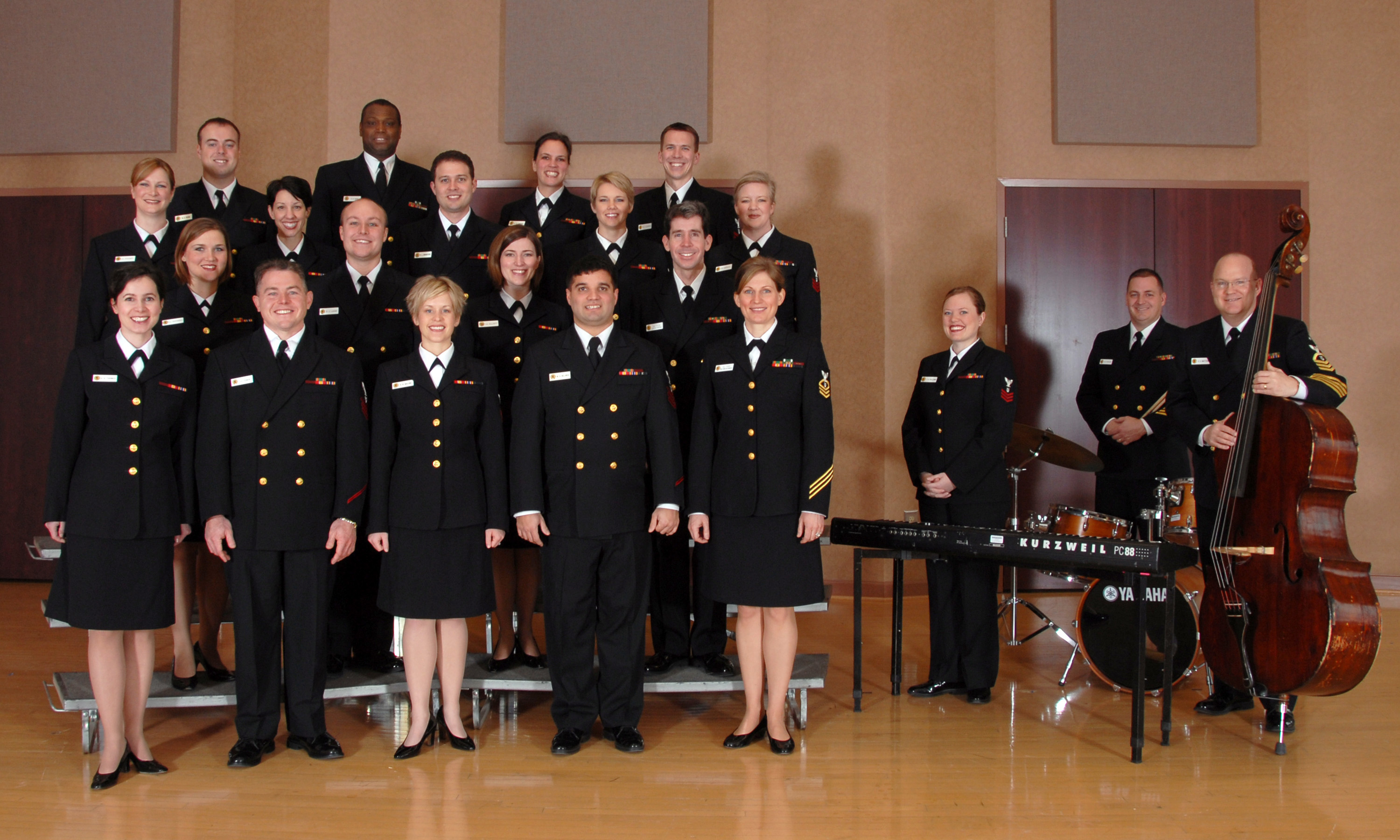
Photographie de groupe du chœur Sea Chanters.
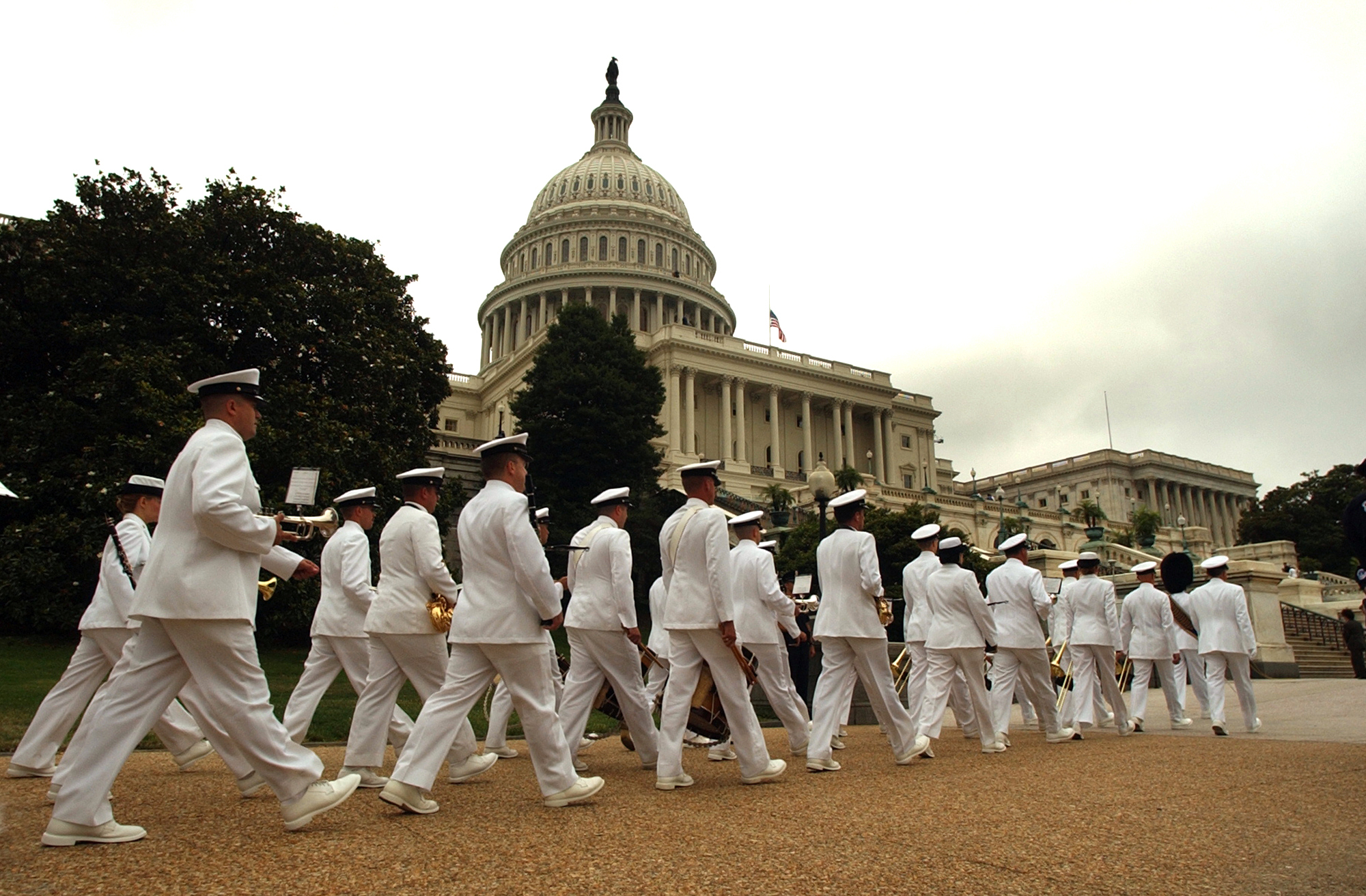
L'United States Navy Ceremonial Band défilant en 2004 lors des funérailles nationales de Ronald Reagan.
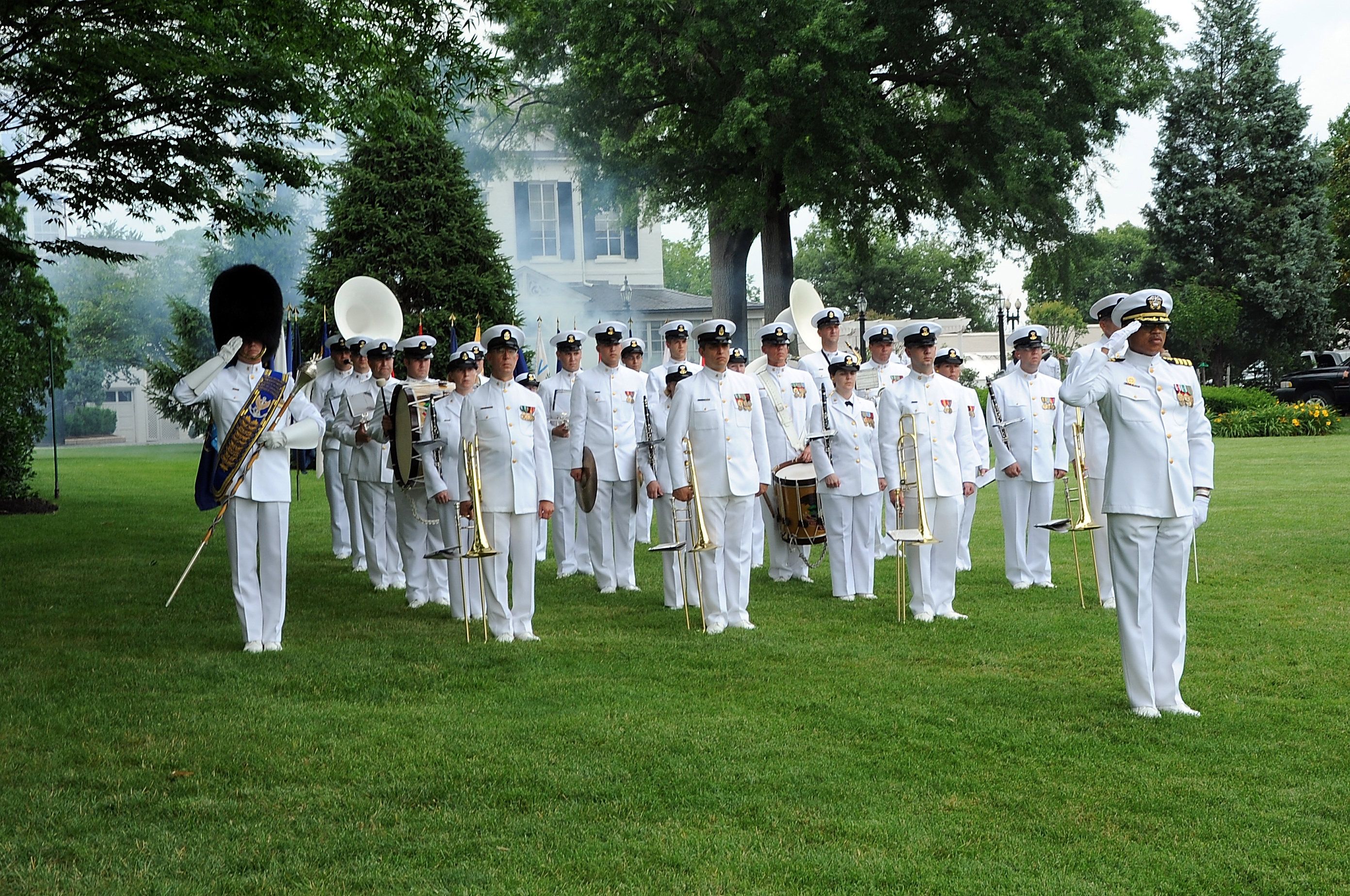
L'United States Navy Ceremonial Band en 2009.
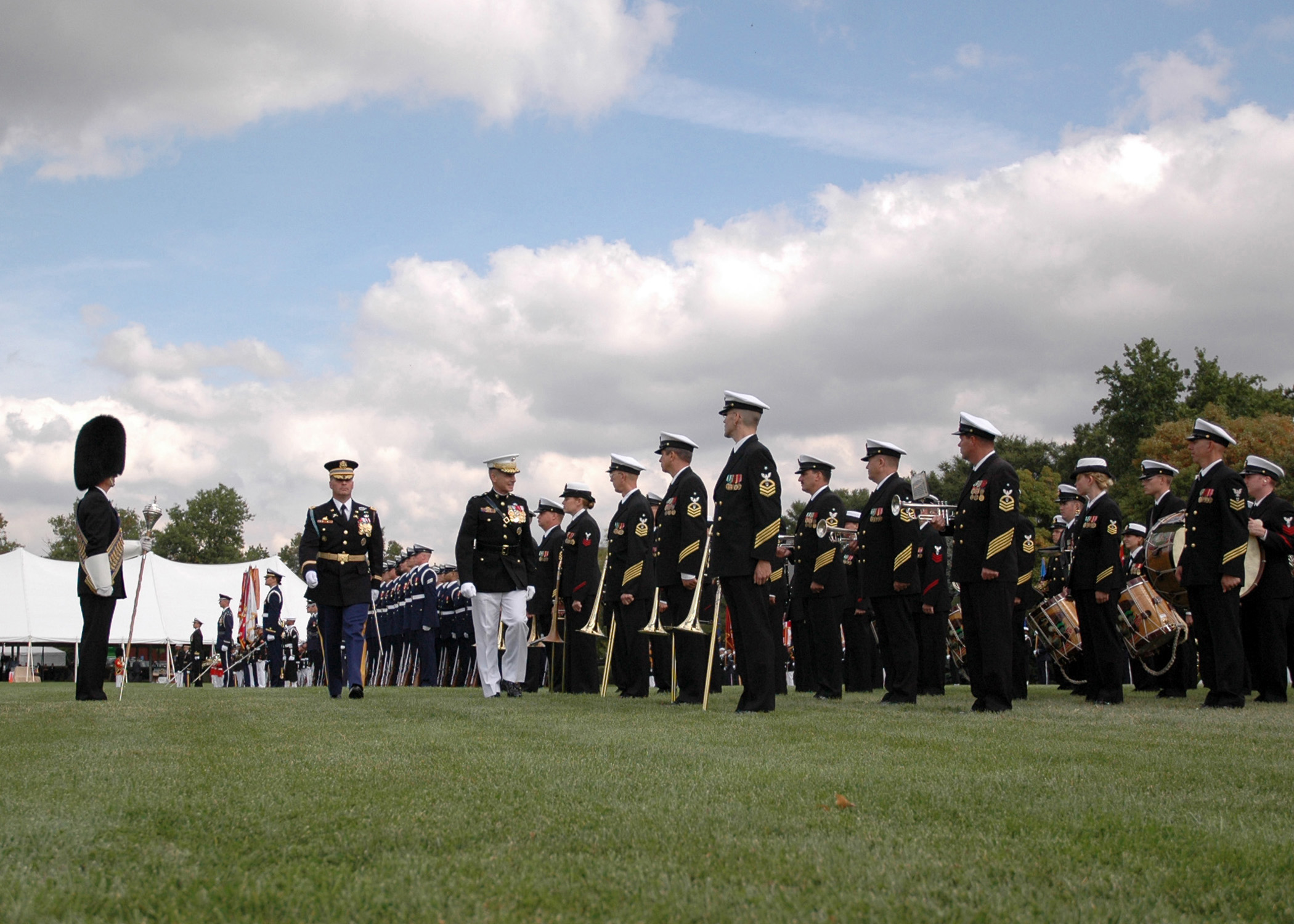
L'United States Navy Ceremonial Band inspectée par le chef d'état-major des armées des États-Unis.
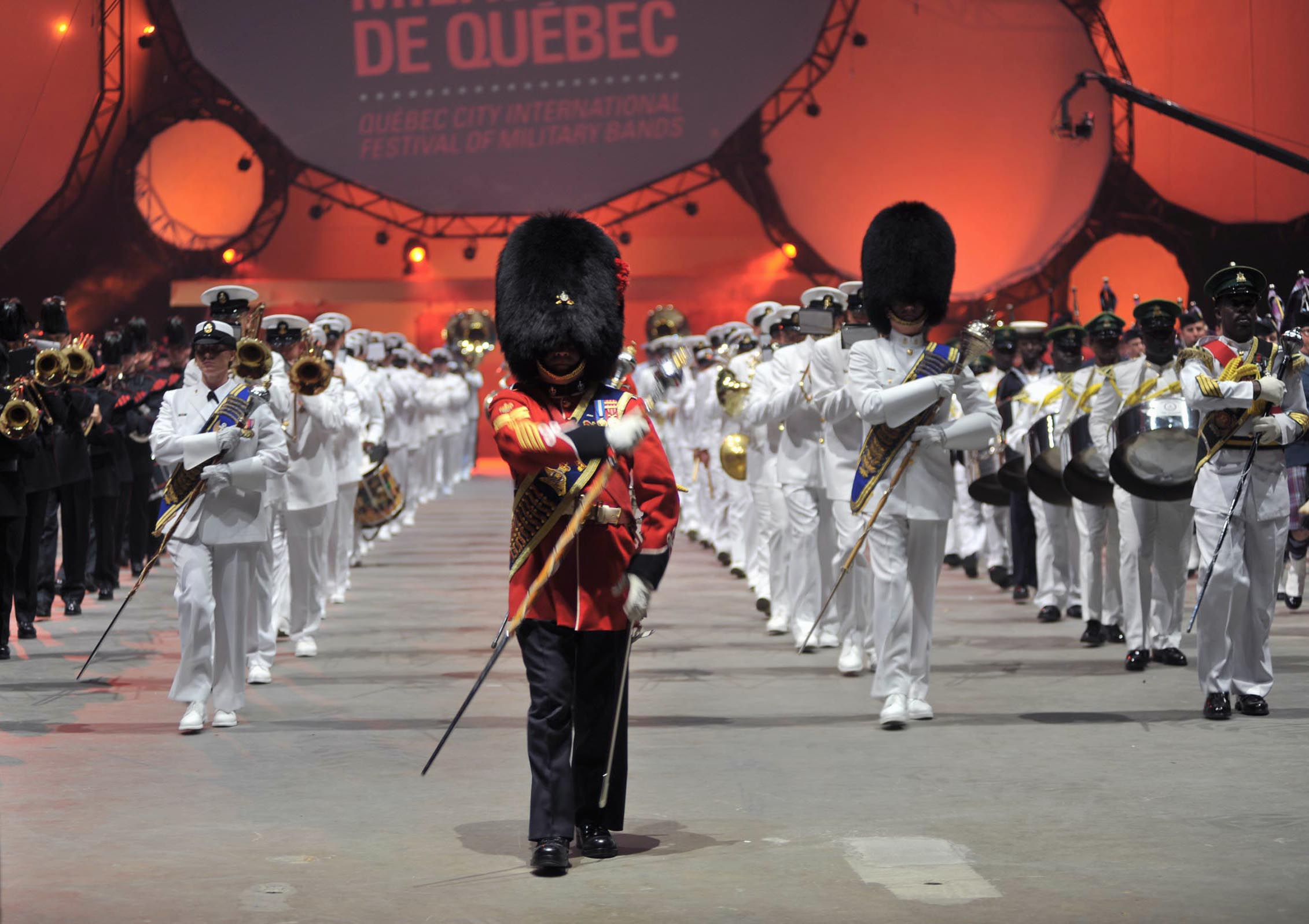
L'United States Navy Band défilant avec le Royal 22e Régiment en août 2009.